# Jay Bontatibus
Jay Fredrick Bontatibus (ur. 31 lipca 1964 w Cheshire w stanie Connecticut, zm. 12 lutego 2017 w Los Angeles) – amerykański aktor teatralny, telewizyjny i filmowy.

## Życiorys

### Wczesne lata
Urodził się w Cheshire w Connecticut jako trzecie z czworga dzieci Michaela i Frances Bontatibusów. Wychowywał się z dwoma braćmi i siostrą.
Studiował aktorstwo w Nowym Jorku z trenerami takimi jak Wynn Handman, William Esper i Diane Ainslee, a następnie pod kierunkiem Sandy Marshall. Brał dwukrotnie udział w All-American Boxer i Northeast Boxing Champion. Grał także w koszykówkę, baseball, kręgle i racquetball.

### Kariera
Występował na scenie off-Broadway w Jimbo i Szamotanina (Scrimmage), a także w nowojorskich regionalnych teatralnych produkcjach Remote Control: The Groomsman, Urban Pueblo i Preludes, Fugues & Rifts. Potem zastąpił Nicka Scotti i dostał swoją przełomową rolę mechanika samochodowego Tony’ego Viscardi, byłego chłopaka Grace Turner (Jennifer Gareis), na krótko żonatego z Megan Dennison (Ashley Jones) w operze mydlanej CBS Żar młodości (The Young and the Restless, 1999–2000).
Grał postać detektywa Andy’ego Capelliego w operze mydlanej ABC Szpital miejski (General Hospital, 2002-2003) oraz licznych serialach telewizyjnych i filmach.

### Życie prywatne
28 grudnia 2002 poślubił asystentkę dyrektora castingów Marnie Saittę, ale w 2005 rozwiedli się.

## Filmografia

### Filmy fabularne
- 2004: I Love You Came Too Late jako Scott Donovan
- 2007: Lords of the Underworld jako Johnny

### Seriale TV
- 1996: Inny świat (Another World) jako Russell Boyd
- 1999–2000: Żar młodości (The Young and the Restless) jako Antonio Viscardi
- 2000: Sabrina, nastoletnia czarownica (Sabrina, the Teenage Witch) jako Vic Pulaski
- 2001: Strażnik Teksasu (Walker, Texas Ranger) jako Michael Viscardi
- 2001–2003: Port Charles jako detektyw Andy Capelli
- 2002: V.I.P. jako Mase
- 2002-2003: Szpital miejski (General Hospital) jako Andy Cappelli
- 2004: CSI: Kryminalne zagadki Miami (CSI: Miami) jako pan Muscles
- 2005: Dowody zbrodni (Cold Case) jako Mike (1982)
- 2007: Drake i Josh (Drake & Josh) jako Nick Mateo
- 2008: Dni naszego życia (Days of our Lives) jako Rob McCullough